# 毛刺锦鸡儿
毛刺锦鸡儿（学名：Caragana tibetica），又名西藏锦鸡儿、黑毛头刺、藏锦鸡儿、康青锦鸡儿，是一种豆科锦鸡儿属植物。这种植物分布于内蒙古、宁夏、甘肃、四川、青海和西藏等地；此外，蒙古南部也有分布。